# Leena Lander

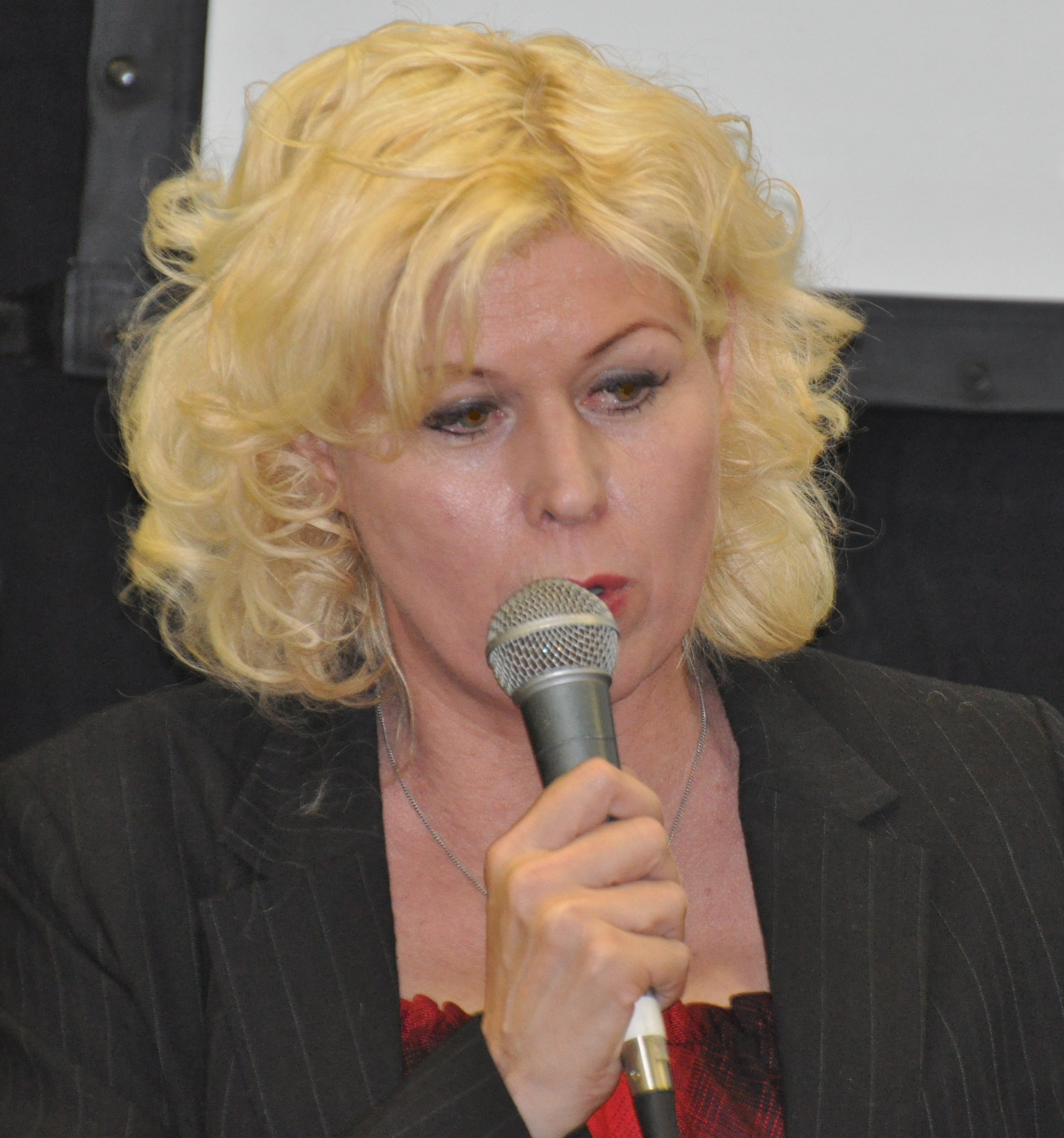
Leena Lander (2010)

Leena Lander (* 25. Oktober 1955 in Turku) ist eine finnische Schriftstellerin.
Sie schreibt neben Romanen auch für Hörfunk, Fernsehen und Theater. Ihre Werke wurden  mehrfach ausgezeichnet. 1992 gewann sie die finnische Danke-für-das-Buch-Medaille für ihren Roman Die Insel der schwarzen Schmetterlinge. Es gibt Übersetzungen in mehrere Sprachen. Sie lebt mit ihrem Mann und ihren drei Söhnen im Südwesten Finnlands in der Nähe von Turku. In ihren Romanen wird der Perspektive der Kinder großen Raum gegeben. Sie thematisiert dabei ohne Verurteilungen Reizthemen, wie die Kooperation Finnlands mit den Deutschen im Zweiten Weltkrieg, finnischen Rassismus, Emanzipation, Umweltzerstörung oder Alkoholismus.

## Leben
Leena Lander wuchs in direkter Nachbarschaft zu einem Heim für straffällige Mädchen auf, in dem ihr Vater arbeitete. Sie spielte mit diesen Mädchen und schloss Freundschaften. Als die fantasievolle Leena im Alter von acht Jahren eine Schreibmaschine geschenkt bekam, fing sie an, Erzählungen zu schreiben. Mit 15 wurde ihr Stil ernsthafter und ihren ersten Roman verfasste sie mit 20. In ihre Bücher flossen ihre eigene Kindheitserlebnisse mit ein.

## Bibliographie
- Die Gesichter des Meeres, ISBN 978-3442718832
- Eine eigene Frau, ISBN 3-442-75332-5
- Die Unbeugsame, ISBN 3-442-73403-7
- Mag der Sturm kommen, ISBN 3-442-72133-4
- Die Insel der schwarzen Schmetterlinge, ISBN 3-442-72131-8
- Das Gut in den Wäldern, ISBN 3-442-72721-9
- Im Sommerhaus, ISBN 3-442-72770-7
- Der Schatten des Richters, ISBN 3-442-72216-0